# The New Twilight Zone—aflevering 15
De 15e aflevering van de serie The New Twilight Zone bestaat uit drie subafleveringen: "Monsters!", "A Small Talent for War" en "A Matter of Minutes".

## Monsters!
"Monsters!" is het eerste segment van de aflevering. Het scenario is geschreven door Robert Crais.

### Verhaal
Toby Michaels en zijn vader zijn allebei groot liefhebbers van monsterfilms. Op een dag krijgen ze een nieuwe buurman, Emile Bendictson, die Toby’s verzameling van monsterfilm-merchandising opmerkt. Emile onthult aan Toby dat hij een vampier is, maar Toby gelooft hem niet daar Emile op klaarlichte dag buiten is.
Toby besluit Emile toch in de gaten te houden. Hij blijkt abnormaal sterk te zijn; zo tilt hij met gemak zijn auto van de grond. Emile betrapt Toby. Deze probeert zichzelf te verdedigen met knoflook en een kruisbeeld, maar Emile lacht hier alleen maar om. Volgens hem hebben al die vampierfilms een vertekend beeld gegeven van hoe vampiers echt zijn. Ter demonstratie nodigt hij Toby uit voor een diner in een met knoflook gevuld Italiaans restaurant. Emile verzekert Toby geen kwaad in de zin te hebben, maar enkel zijn laatste dagen te willen slijten in Toby’s buurt. Later die avond ziet Toby bij Emile thuis zakken vol donorbloed uit ziekenhuizen, en wordt ziek.
Die nacht neemt Emile Toby mee voor een avondwandeling. Ze gaan naar een kerkhof waar Emile meer vertelt over hoe vampiers echt zijn. Ze zijn net als mensen, maar dan vervloekt met een enorme dorst. Vampiers veroorzaken bij mensen een genetisch gemuteerd virus, waardoor mensen in hun directe omgeving bij te lange blootstelling muteren. Daarom kan hij maar korte tijd op een plek blijven.
Toby wordt alleen maar zieker, en zijn ouders krijgen de ziekte ook. Al snel volgen andere mensen in de buurt. Op een nacht veranderen Toby’s ouders en hun buren in gemuteerde monsters, zoals Emile al had voorspeld. Emile lijkt te weten dat zijn einde nadert. Hij laat zijn deur open en wordt gedood door een groep monsters. De volgende dag zijn alle mensen weer normaal omdat Emile dood is en zijn invloed op hen is verdwenen. Niemand weet nog dat ze monsters zijn geweest. De aflevering eindigt met een suggestie dat Toby nu zelf een vampier is geworden.

### Rolverdeling
- Ralph Bellamy: Emile Francis Bendictson
- Oliver Robins: Toby Michaels
- Bruce Solomon: Mr. Michaels
- Lewis Dauber: Lou
- Kathleen Lloyd: Mrs. Michaels

## A Small Talent for War
"A Small Talent for War" is het tweede segment van de aflevering. Het scenario is geschreven door Alan Brennert en Carter Scholz .

### Verhaal
Op een dag landt een ruimteschip boven het gebouw van de Verenigde Naties. Uit het schip komt de ambassadeur van een onbekend buitenaards ras tevoorschijn, die beweert dat zijn ras de mensen op aarde heeft gecreëerd. Hij vertelt verder dat de mensheid heeft gefaald in de doelstellingen die het buitenaardse ras voor ogen had op de mensheid, waardoor de mens "een klein talent voor oorlog heeft". Hij geeft de VN 24 uur de tijd om tot betere resultaten te komen, anders wordt de aarde en alles wat erop leeft vernietigd.
In allerijl verenigen wereldleiders (onder anderen die van de USSR en de VS) zich samen om tot globale vrede overeen te komen, daar ze van mening zijn dat de aliens hen te oorlogszuchtig vinden. Zoals beloofd keert de ambassadeur na 24 uur op dezelfde plaats terug. Hij leest het vredesverdrag, maar barst in lachen uit. Zijn ras had met 'een klein talent voor oorlog' niet bedoeld dat de mens te oorlogszuchtig zou zijn, maar bedoeld dat de mens veel te primitief oorlog voert en juist beter zijn best zou moeten doen. Hij haalt aan dat wapens als kernbommen en andere massavernietigingswapens maar nietig en slap zijn, en de aliens juist op zoek bleken naar een 'groter oorlogstalent' aangezien het buitenaardse ras overal in het universum sterke legers 'kweekt'. Terwijl hij de schepen oproept de aanval te starten, complimenteert hij de mensen met hun gevoel voor het absurde. Hij eindigt met de zin:
"Dying is easy. Comedy is hard"
Terwijl de schepen de aanval inzetten, gaat het scherm langzaam op zwart.

### Rolverdeling
- John Glover: buitenaardse ambassadeur
- Peter Michael Goetz: Amerikaans diplomaat
- Stefan Gierasch: Russisch diplomaat
- Fran Bennett: voorzitter VN
- Jose Santana: Amerikaanse assistent
- Gillian Eaton: Britse afgevaardigde
- Richard Brestoff: Britse assistent

## A Matter of Minutes
A Matter of Minutes is het derde segment van de aflevering. Het scenario is geschreven door Harlan Ellison en Rockne S. O'Bannon .

### Verhaal
Michael en Maureen Wright, een pas getrouwd koppel, wordt op een dag gewekt door het geluid van bouwvakkers. Wanneer ze naar buiten gaan en eens goed rondkijken, blijkt alles stil te staan alsof de tijd gestopt is. Het enige dat nog beweegt is een crew van geheel blauwe bouwvakkers. Ze zijn bezig onder andere het meubilair van de Wrights weg te halen en te vervangen door nieuw. Ook zien ze hoe de blauwe bouwvakkers bezig zijn een ongeluk in scène te zetten.
Wanneer de bouwvakkers de Wrights opmerken, beveelt een stem hen om de twee te vangen. Verward en bang rennen de twee naar een steegje, waar zich een scheur in tijd en ruimte bevindt. Daar ontdekken ze een man in het geel, die hun verklaart een toezichthouder te zijn van “de tijd”. De Wrights blijken door onbekende oorzaak in een lus in de tijd te zijn beland. In plaats van in 9:33 zijn ze in 11:37 beland. Hij geeft de Wrights een nieuwe kijk op hoe het universum werkt; elke afzonderlijke minuut is een geheel eigen wereld welke vooraf gebouwd en onderhouden moet worden, en nadien weer afgebroken.
De Wrights kunnen volgens de opzichter niet meer terug omdat niemand mag weten wat zij hebben gezien, en omdat niet zeker is of teruggaan wel mogelijk is. De Wrights proberen desondanks een weg terug te vinden naar hun eigen tijd. Ze verstoppen zich achter het loket van een theater en wachten tot de tijdwereld waarin ze zich nu bevinden, 11:37, aan de beurt is om geactiveerd te worden. De opzichter vindt hen, maar te laat. De Wrights komen weer in hun eigen wereld terecht.

### Rolverdeling
- Adam Arkin: Michael Wright
- Karen Austin: Maureen Wright
- Adolph Caesar: opzichter
- Marianne Muellerleile: eerste vrouw in ongeval
- Alan David Gelman: zwaargebouwde man

### Achtergrond
Dit verhaal is gebaseerd op het korte verhaal "Yesterday Was Monday" van Theodore Sturgeon, voor het eerst gepubliceerd in juni 1941. Het concept is ook gelijk aan Stephen King's boek The Langoliers.